# Belladère
Belladère (Haïtiaans-Creools: Beladè) is een stad en gemeente in Haïti met 87.000 inwoners. De gemeente maakt deel uit van het arrondissement Lascahobas in het departement Centre.

## Ligging
Belladères ligt bij de grens met de Dominicaanse Republiek, 18 km ten noordoosten van de plaats Lascahobas. De plaats ligt aan de rivier Carrissal. In het zuiden stroomt de rivier Renth-Mathé. Hier bevindt zich veel bos. Vanwege de natuurlijke schoonheid draagt Belladère de bijnaam La fine fleur du Plateau Central ("De fijne bloem van het Plateau Central").

## Geschiedenis
De naam Belladère betekent "wachtpost". Hier bevindt zich namelijk een van de vier belangrijkste grensovergangen van Haïti, naar Comendador in de Dominicaanse Republiek. Het dorp Belladère is gebouwd in opdracht van president Dumarsais Estimé. Het is officieel geopend op 31 oktober 1948.

## Moderne tijd
In de gemeente wordt tabak, suikerriet en koffie verbouwd. Ook wordt er hout gewonnen en vee gehouden. Verder vindt er industriële verwerking van koffie plaats.
In 2002 is het politiestation van Belladère meerdere malen aangevallen door rebellen tegen de regering van president Aristide, opererend vanuit de Dominicaanse Republiek.

## Indeling
De gemeente bestaat uit de volgende sections communales:
| Nr. | Naam         | Km²    | Inw.2015 |
| --- | ------------ | ------ | -------- |
| 1   | Renthe Mathe | 133,96 | 50.092   |
| 2   | Roye-Sec     | 99,76  | 17.739   |
| 3   | Riaribes     | 62,93  | 18.781   |

*(fr) Belladère ville de rêve door Renald Luberice